# Henry G. Danforth

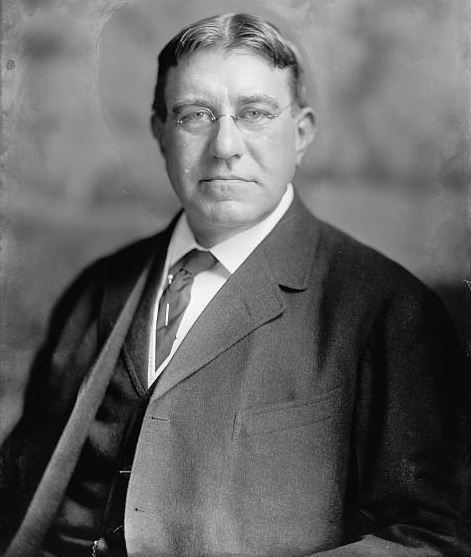
Henry G. Danforth

Henry Gold Danforth (* 14. Juni 1854 in Rochester, New York; † 8. April 1918 ebenda) war ein US-amerikanischer Politiker. Zwischen 1911 und 1917 vertrat er den Bundesstaat New York im US-Repräsentantenhaus.

## Werdegang
Henry Danforth wurde in Gates, das heute ein Vorort von Rochester ist, geboren. Er besuchte die öffentlichen Schulen seiner Heimat und danach die Phillips Exeter Academy in Exeter (New Hampshire). Bis 1880 studierte er an der Harvard University unter anderem Jura. Nach seiner im selben Jahr erfolgten Zulassung als Rechtsanwalt begann er in Rochester in diesem Beruf zu arbeiten. Seit 1889 bis zu seinem Tod war er Direktor am Rochester General Hospital. In den Jahren 1900 bis 1902 war er Vorstandsmitglied des New York State Reformatory in Elmira; von 1906 bis 1918 fungierte er als Kurator der Reynolds Library.
Politisch schloss sich Danforth der Republikanischen Partei an. Bei den Kongresswahlen des Jahres 1910 wurde er im 32. Wahlbezirk von New York in das US-Repräsentantenhaus in Washington, D.C. gewählt, wo er am 4. März 1911 die Nachfolge des Demokraten James S. Havens antrat. Nach zwei Wiederwahlen konnte er bis zum 3. März 1917 drei Legislaturperioden im Kongress absolvieren. Seit 1913 vertrat er dort den damals neu eingerichteten 39. Distrikt seines Staates. Im Jahr 1913 wurden der 16. und der 17. Verfassungszusatz ratifiziert. Dabei ging es um die bundesweite Einführung der Einkommensteuer und die Direktwahl der US-Senatoren.
Im Jahr 1916 wurde Henry Danforth von seiner Partei nicht mehr zur Wiederwahl nominiert. Nach dem Ende seiner Zeit im US-Repräsentantenhaus praktizierte er wieder als Anwalt. Er starb am 8. April 1918 in Rochester, wo er auch beigesetzt wurde.